# Poteries de Ger
Le terme poteries de Ger regroupe les productions des ateliers potiers du Mortainais (Manche) et du Domfrontais (Orne) qui ont fabriqué des poteries utilitaires en grès de la fin du XIIIe siècle jusqu’en 1927. D’abord concentrés autour du seul gisement d’argile grésante existant dans le sud-ouest de la Normandie - celui de la Goulande sur les communes de la Haute-Chapelle et de Saint-Gilles-des-Marais (Orne) -  les ateliers potiers se développent ensuite en lisière de forêt d'Andaine et au cœur de la forêt de la Lande Pourrie : Champsecret, Juvigny-sous-Andaine, la Chapelle-Moche, Saint-Mars-d’Égrenne et Ger.
La fin du XVIe siècle voit se concentrer les potiers sur cette dernière commune du département de la Manche. En 1636, on dénombre sur Ger dix-neuf maîtres potiers employant près de trois cents ouvriers. En 1840, ce sont plus de sept cents ouvriers qui travaillent dans vingt-et-un ateliers.

## Histoire

### Une industrie rurale longtemps méconnue
Jusqu’aux dernières années du XXe siècle, l’histoire de cette industrie rurale est très mal connue. Quelques érudits locaux rédigent des articles dans les bulletins de sociétés savantes locales,, des collectionneurs collectent quelques céramiques dont le Dr Stephen-Chauvet qui rédige le premier ouvrage traitant de « la céramique bas-normande ancienne ». 
Il faut attendre le regroupement d'érudits locaux autour de Pierre et Francine Aguiton au sein d’une association des amis de la poterie de Ger, en 1985, pour que s’engage un travail permettant « la recherche, l’acquisition et l’étude des poteries anciennes de Ger » ainsi que « l’étude, la restauration et la conservation du patrimoine potier », afin qu’à terme puisse se créer un musée de la poterie normande, devenu en 2020 le musée de la céramique - centre de création.

### L’invention des grès auXIIIesiècle
S’engagent alors des travaux de recherche archéologique sur plusieurs sites potiers du Domfrontais (Orne) et du Mortainais (Manche) portés par la direction des antiquités historiques et préhistoriques de Basse-Normandie et le centre de recherches archéologiques médiévales de l’université de Caen. Ces études permettent de développer significativement la connaissance de la poterie utilitaire de grès en Europe occidentale.
La première de ces fouilles en 1988 à Saint-Georges-de-Rouelley, au lieu-dit « La Potterie » à proximité du gisement d’argile de la Goulande, met au jour les vestiges d’un four de potier dont les dernières cuissons se situent dans la première moitié du XIVe siècle. Le mobilier céramique, trouvé dans son contexte de production, constitue ainsi les premiers protogrès normands identifiés, contemporains de ceux du Beauvaisis. Des recherches récentes font désormais remonter ces premières cuissons de protogrès à la fin du XIIIe siècle.
D’autres travaux confirment rapidement cette analyse, comme les fouilles des ateliers de la Goulande et de la Picaudière sur la commune de la Haute-Chapelle et de Saint-Gilles-des-Marais (Orne) près des carrières d’argile grésante, dans la vallée de l’Égrenne. 
Sur la commune de Ger (Manche), la fouille de l’atelier du Perroux au nord-ouest du bourg met au jour des pots à beurre et des pichets pouvant être datés des XVIe et XVIIe siècles.

### La communauté des potiers de Ger
Parallèlement, une recherche effectuée par des historiens et des conservateurs de musée se développe. Elle permet de mieux connaître la communauté des potiers de Ger. Celle-ci est structurée en confrérie depuis au moins l’année 1520 et régie par un règlement professionnel qui définit son fonctionnement sur le plan technique, commercial, social et religieux. En 1558, les signataires de la confirmation de ce règlement sont les grandes familles de potiers de Ger que l’on retrouve, pour la plupart, au plus fort de l’activité potière dans la première moitié du XIXe siècle : Robbes, Calando, Dumaine, Degrenne, Caillebotte, Théot, Chaudefosse, Lemoing, Mauger.
Au cours de ces recherches émergent plusieurs éléments marquants de l’histoire des potiers de Ger : 
- La prédominance d’une production de poteries utilitaires en grès pour la transformation et la commercialisation du beurre : « trairesses », « terrines », « crémoires », « barattes » et surtout « vingtains », le célèbre pot à beurre destiné à la commercialisation[2],[14]. La production de ces poteries de conservation, faciles à nettoyer et imperméables à l’air, accompagne le développement de la production de beurre normand fabriquée dans les fermes du Bocage, du Cotentin et du Bessin puis commercialisée par les négociants d’Isigny[15].
- Jusqu’au milieu du XVIIIe siècle, les potiers de Ger possèdent la quasi-exclusivité de la fourniture de ce marché de pots à beurre. Mais la fragilité de ces pots « sy minces et sy fragiles » amène les négociants d’Isigny à se tourner vers les potiers de Vindefontaine dans le Cotentin. S’engage alors, en 1742, un procès au cours duquel les potiers de Ger veulent obtenir le privilège exclusif de la production. Leur tentative de protectionnisme échoue. Ils se tournent alors vers les marchés du Maine et de Bretagne[16].
- La spécialisation de certaines familles comme les Brulay et les Véron, « fontainiers et maîtres potiers », qui produisent, au cours des XVIIe et XVIIIe siècles, tuyaux et drains en grès, recherchent les sources et installent le réseau d’eau potable de nombreuses villes bretonnes (Rennes, Dol, Saint-Malo, Belle-Île, Vannes). Ils interviennent également dans l’adduction d’eau des jardins du château de Fontainebleau[17],[18].
- Guillaume Dumaine, né en 1745 dans une des grandes familles de potiers de Ger, fonde en 1778 une « manufacture de grais » à Quimperlé. Il apporte en Bretagne la maîtrise de la cuisson du grès. Il transfère en 1789 ses activités dans la paroisse de Locmaria, jouxtant Quimper. Guillaume Dumaine meurt en 1821. La fabrique qui produit également désormais des faïences est reprise par son fils puis par Jean-Baptiste Tanquerey et Pierre-Jules Henriot. Le fils de ce dernier, Jules Henriot (1866-1951), est l’homme qui fait connaître la faïence de Quimper au monde entier[19].

### L’étude et la mise en valeur d’un ancien village potier
Cette recherche historique incite le Département de la Manche à s’impliquer dans le projet de création d’un musée de la poterie. Le village du Placître, ancien site potier à l’ouest de la commune de Ger (Manche), est identifié comme lieu à privilégier car il possède les ruines de trois grands fours ainsi que d’anciens ateliers potiers dont l’un daterait du XVIe siècle, ainsi que plusieurs maisons de maîtres potiers des XVIIIe et XIXe siècles.
Deux de ces fours bénéficient d’une fouille archéologique permettant de connaître leur fonctionnement. Il s’agit de fours-tunnels du XVIIIe siècle permettant de cuire en même temps 25 m3 de grès à 1 280 °C et 5 m3 de « poterie jaune » (pavés, tuiles, briques, pots à fleur) à 900 °C. Ils auraient été inventés à Ger dans le courant du XVIIIe siècle,.
Parallèlement, les membres de l’association font fonctionner leurs réseaux de musées, de collectionneurs, d’antiquaires et de brocanteurs pour constituer, pour le compte du futur musée, une collection représentative de « poteries de Ger » (Mortainais/Domfrontais) mais aussi des poteries utilitaires de l’ouest de la Normandie (Noron-la-Poterie, Le Tronquay dans le Bessin ; Vindefontaine, Saint-Jacques-de-Néhou, Sauxemesnil dans le Cotentin). Cette collection principalement de poteries utilitaires montre que les terres normandes ont développé pendant six siècles une véritable industrie rurale.
Cette importante recherche archéologique, historique et iconographique permet d’élaborer la muséographie du nouveau musée basée sur des données scientifiques rigoureuses et présentant les collections céramiques de Normandie, leurs usages, les techniques et les hommes qui les ont produits,. Le musée de la poterie ouvre en 1997, puis devient le musée de la céramique - centre de création en 2020.